# Dekanat Świebodzice

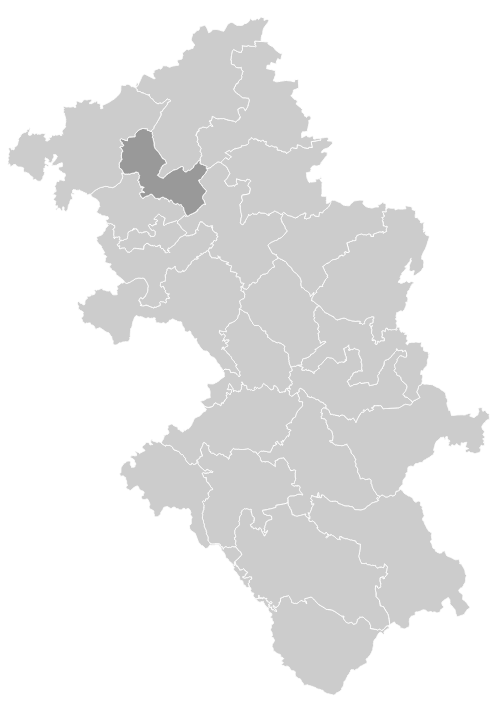
Położenie na mapie diecezji

Dekanat Świebodzice – jeden z 24 dekanatów w rzymskokatolickiej diecezji świdnickiej.
Dekanat znajduje się na terenie województwa dolnośląskiego, w powiecie świdnickim oraz częściowo w wałbrzyskim (Cieszów i Cisów). Jego siedziba ma miejsce w Świebodzicach, w kościele św. Mikołaja.

## Parafie i miejscowości
W skład dekanatu wchodzi 7 parafii:

### parafia św. Michała
- Bronów
- Bronówek
- Dobromierz → kościół parafialny oraz filia Świętych Piotra i Pawła
  - Serwinów
- Jaskulin
- Jugowa → filia św. Antoniego
- Pietrzyków
  - Łąkoszów
- Szymanów → filia św. Jadwigi
  - Siodłkowice

### parafia św. Jadwigi
- Mokrzeszów → kościół parafialny

### parafia NMP Królowej Polski
- Świebodzice
  - Ciernie → kościół parafialny

### parafia św. Alberta Chmielowskiego
- Świebodzice → kościół parafialny

### parafia św. Franciszka z Asyżu
- Świebodzice → kościół parafialny

### parafia św. Mikołaja
- Świebodzice → kościół parafialny

### parafia Świętych Piotra i Pawła
- Cieszów → filia św. Maksymiliana Marii Kolbego
  - Cisów
- Świebodzice → kościół parafialny
  - Pełcznica

Powyższy wykaz przedstawia wszystkie miasta, wsie oraz dzielnice miast, przysiółki wsi i osady w dekanacie.